# Soy Tour
Soy Tour è il secondo tour mondiale della cantante argentina Lali Espósito. Il tour è iniziato l'8 settembre 2016 a Buenos Aires, Argentina.

## Prima del Tour
Il 27 maggio 2016, sette giorni dopo la pubblicazione del suo secondo album Soy, Lali ha annunciato le prime tappe del tour in Argentina , Paraguay e Uruguay tramite i suoi social network. 
Prima del tour, la cantante si è esibita molte volte nel 2016, come al festival Radio Disney Vivo 2016 a Buenos Aires, el Coca-Cola FM a Città del Messico, el Coca-Cola Music Experience On The Beach in Spagna, come artista d'apertura al concerto delle Fifth Harmony a Santiago del Cile, e come artista d'apertura al concerto di Ricky Martin a Guadalajara, Monterrey e Città del Messico.

## Gruppo spalla
- Adrián Guaraglia (La Rioja, 16 ottobre 2016)
- Future Ted (Córdoba, 22 ottobre 2016)
- Acho Laterza (Asunción, 12 novembre 2016)
- Abraham Mateo (Santiago del Cile, 1º dicembre 2016; Guayaquil, 10 febbraio 2016)
- Victoria Solé (Montevideo, 6 dicembre 2016)

## Setlist
1. "Soy"
2. "Irresistible"
3. "Asesina"
4. "Boomerang"
5. "Tu Revolución"
6. "Del Otro Lado" / "Cielo Salvador" / "Desamor"
7. "Cree en Mí"
8. "Bomba"
9. "Mi Religión"
10. "Lejos de Mí"
11. "Reina"
12. "Ego"
13. "Amor Es Presente"
14. "Unico"
15. "A Bailar"
16. "Mil años luz"
17. "No Estoy Sola"
18. "Histeria"
19. "Ring Na Na"

## Date
| Data                           | Città                      | Stato       | Luogo                                 | Gruppo Spalla    | Biglietti disponibili / Biglietti venduti | Incasso |
| ------------------------------ | -------------------------- | ----------- | ------------------------------------- | ---------------- | ----------------------------------------- | ------- |
| America del Sud                |                            |             |                                       |                  |                                           |         |
| 8 settembre 2016               | Buenos Aires               | Argentina   | Teatro Opera                          | N.D.             | 7,580 / 7,580                             | -       |
| 9 settembre 2016               | Buenos Aires               | Argentina   | Teatro Opera                          | N.D.             | 7,580 / 7,580                             | -       |
| 10 settembre 2016              | Buenos Aires               | Argentina   | Teatro Opera                          | N.D.             | 7,580 / 7,580                             | -       |
| 11 settembre 2016              | Buenos Aires               | Argentina   | Teatro Opera                          | N.D.             | 7,580 / 7,580                             | -       |
| 1º ottobre 2016                | Santa Fé                   | Argentina   | ATE Casa España                       | N.D.             | N.D.                                      | -       |
| 6 ottobre 2016                 | Rosario                    | Argentina   | Metropolitano                         | N.D.             | N.D.                                      | -       |
| 7 ottobre 2016                 | Tandil                     | Argentina   | Estádio Unión y Progresso             | N.D.             | N.D.                                      | -       |
| 8 ottobre 2016                 | Mar del Plata              | Argentina   | Estádio Polideportivo Islas Malvinas  | N.D.             | N.D.                                      | -       |
| 14 ottobre 2016                | San Juan                   | Argentina   | Estádio Aldo Cantoni                  | N.D.             | N.D.                                      | -       |
| 15 ottobre 2016                | Mendoza                    | Argentina   | Arena Maipú                           | N.D.             | N.D.                                      | -       |
| 16 ottobre 2016                | La Rioja                   | Argentina   | Superdomo La Rioja                    | Adrián Guaraglia | N.D.                                      | -       |
| 21 ottobre 2016                | Venado Tuerto              | Argentina   | Estádio Olimpia                       | N.D.             | N.D.                                      | -       |
| 22 ottobre 2016                | Córdoba                    | Argentina   | Arena Orfeo Superdomo                 | Future Ted       | N.D.                                      | -       |
| 25 ottobre 2016                | La Plata                   | Argentina   | Teatro Argentino de La Plata          | N.D.             | N.D.                                      | -       |
| 28 ottobre 2016                | Bahía Blanca               | Argentina   | Estádio Osvaldo Casanova              | N.D.             | N.D.                                      | -       |
| 29 ottobre 2016                | Toay                       | Argentina   | Complejo Horacio del Campo            | N.D.             | N.D.                                      | -       |
| 4 novembre 2016                | La Banda                   | Argentina   | Estádio Vicente Rosales               | N.D.             | N.D.                                      | -       |
| 11 novembre 2016               | Ezeiza                     | Argentina   | las tocas shopping                    | gustavo cejas    | N.D.                                      |         |
| 12 novembre 2016               | Luque                      | Paraguay    | Centro de convenciones de la Conmebol | Acho Laterza     | N.D.                                      | -       |
| 1º dicembre 2016               | Santiago del Cile          | Cile        | Teatro Caupólican                     | Abraham Mateo    | N.D.                                      | -       |
| 3 dicembre 2016                | San Nicolás                | Argentina   | Planta Siderar                        | N.D.             | N.D.                                      | -       |
| 6 dicembre 2016                | Montevideo                 | Uruguay     | Teatro de Verano                      | Victoria Solé    | N.D.                                      | -       |
| 12 dicembre 2016               | Buenos Aires               | Argentina   | Metropolitan Citi                     | N.D.             | N.D.                                      | -       |
| 10 gennaio 2017                | Punta del Este             | Uruguay     | Conrad Resort & Casino                | N.D.             | N.D.                                      | -       |
| 21 gennaio 2017                | Pinamar                    | Argentina   | Auditório Praia                       | N.D.             | N.D.                                      | -       |
| 23 gennaio 2017                | Buenos Aires               | Argentina   | La trastienda                         | N.D.             | N.D.                                      | -       |
| 10 febbraio 2017               | Guayaquil                  | Ecuador     | Centro de Conveciones                 | Abraham Mateo    | N.D.                                      | -       |
| 25 febbraio 2017               | Viña del Mar               | Cile        | Anfiteatro da Quinta Vergara          | N.D.             | N.D.                                      | -       |
| Europa                         |                            |             |                                       |                  |                                           |         |
| 4 aprile 2017                  | Madrid                     | Spagna      | Teatro Nuevo Apolo                    | N.D.             | N.D.                                      | -       |
| 6 aprile 2017                  | Barcellona                 | Spagna      | Barts Club                            | N.D.             | N.D.                                      | -       |
| 9 aprile 2017                  | Milano                     | Italia      | Magazzini Generali                    | N.D.             | N.D.                                      | -       |
| 10 aprile 2017                 | Roma                       | Italia      | Orion On Stage                        | N.D.             | N.D.                                      | -       |
| Medio Oriente                  |                            |             |                                       |                  |                                           |         |
| 13 aprile 2017                 | Tel Aviv                   | Israele     | Arena Yad Eliyahu                     | N.D.             | N.D.                                      | -       |
| America del Sud                |                            |             |                                       |                  |                                           |         |
| 29 aprile 2017                 | Colón                      | Argentina   | Plaza San Martin                      | -                | nd                                        |         |
| 2 maggio 2017                  | Puerto Madryn              | Argentina   | Gimnasio Guillermo Brown              | -                | nd                                        |         |
| 4 maggio 2017                  | Neuquén                    | Argentina   | Casino Magic                          | -                | nd                                        |         |
| 12 maggio 2017                 | Tucumán                    | Argentina   | Teatro Mercedes Sosa                  | -                | nd                                        |         |
| 13 maggio 2017                 | Salta                      | Argentina   | Teatro Provincial                     | -                | nd                                        |         |
| 19 maggio 2017                 | Posadas                    | Argentina   | Club Tokio                            | -                | nd                                        |         |
| 20 maggio 2017                 | Corrientes                 | Argentina   | Club De Regatas De Corrientes         | -                | nd                                        |         |
| 28 maggio 2017                 | Saladillo                  | Argentina   | Plaza Pringles                        | -                | nd                                        |         |
| 16 giugno 2017                 | Santiago del Cile          | Cile        | Teatro Caupolicán                     | -                | nd                                        |         |
| 17 settembre 2017              | Buenos Aires               | Argentina   | Calle Corrientes                      | -                | nd                                        |         |
| Europa                         |                            |             |                                       |                  |                                           |         |
| 21 ottobre 2017                | Madrid                     | Spagna      | WiZink Center                         | -                |                                           |         |
| America del Sud - Lali en vivo |                            |             |                                       |                  |                                           |         |
| 3 novembre 2017                | Buenos Aires               | Argentina   | Luna Park                             | -                | ND                                        |         |
| 10 novembre 2017               | Buenos Aires               | Argentina   | Luna Park                             | -                | ND                                        |         |
| 18 novembre 2017               | Rosario                    | Argentina   | Teatro El Circulo                     | -                | ND                                        |         |
| 19 novembre 2017               | La Plata                   | Argentina   | Plaza de la plata                     | -                | ND                                        |         |
| 24 novembre 2017               | Córdoba                    | Argentina   | Quality Espacio                       | -                | ND                                        |         |
| 9 dicembre 2017                | Catriel                    | Argentina   | Predio acceso sur                     | -                | ND                                        |         |
| 15 dicembre 2017               | San Juan                   | Argentina   | Plaza Santa Lucia                     | -                | ND                                        |         |
| 14 gennaio 2018                | Federacion                 | Argentina   | Juancho Garcilazo                     | -                | ND                                        |         |
| 19 gennaio 2018                | Mar del Plata              | Argentina   | Punta Mogotes                         | -                | ND                                        |         |
| 24 maggio 2018                 | Lima                       | Perù        | Jockey Club                           | -                | ND                                        |         |
| America del Nord               |                            |             |                                       |                  |                                           |         |
| 23 luglio 2018                 | Miami                      | Stati Uniti | Teatre Flamingo                       |                  |                                           |         |
|                                | Lali En Vivo Europa e Asia |             |                                       |                  |                                           |         |
| 21 luglio 2018                 | Milano                     | Italia      | Forum di Assago                       | -                | n/d                                       |         |
| 22 luglio 2018                 | Milano                     | Italia      | Forum di Assago                       | -                | n/d                                       |         |
| 24 luglio 2018                 | Tel Aviv                   | Israele     | Heichail Tarbut                       |                  | n/d                                       |         |
| 27 luglio 2018                 | Madrid                     | Spagna      | La Riviera Club                       |                  | n/d                                       |         |
| 28 luglio 2018                 | Barcellona                 | Spagna      | Razzmatzz 2                           |                  | n/d                                       |         |
| totale                         |                            |             |                                       |                  |                                           |         |

## Date cancellate
| Data             | Città         | Luogo                           | Motivo                                                               |
| ---------------- | ------------- | ------------------------------- | -------------------------------------------------------------------- |
| 5 novembre 2016  | Catamarca,    | Predio Ferial                   | Sconosciuto, probabilmente riprogrammato.                            |
| 10 dicembre 2016 | Guayaquil,    | Coliseo Voltaire Paladines Polo | Riprogrammato il 10 febbraio 2017 per problemi tecnici.              |
| 12 dicembre 2016 | Buenos Aires, | Teatro Metropolitan Citi        | Riprogrammato per il 23 gennaio 2017 per un problema della cantante. |